# Passeig de les Quatre Campanes
El passeig de les Quatre Campanes fou un passeig de la ciutat de Mallorca que connectava la porta de Jesús amb el convent de Jesús foraporta. Va ser el «primer passeig públic» de la ciutat, ordenat entre 1740 i 1748 per iniciativa de José Vallejo, Capità general de Mallorca. La urbanització del passeig es va desmantellar amb la destrucció de les murades i la construcció de les Avingudes, però el camí de Jesús en manté el traçat, i les Quatre Campanes que hi donaven nom es conserven a la intersecció del carrer de Lluís Vives.
Fins al segle xvii, per aquella zona discorria la Riera, que entrava a la ciutat per la porta de Jesús, si fa no fa. Aquesta porta prenia el nom del convent de Jesús de franciscans, situat on actualment hi ha l'Hospital Psiquiàtric. Amb el desviament de la Riera, fou possible la construcció d'un passeig, que no es va ordenar, però, fins a 1740, a instàncies del Capità general de Mallorca, José Vallejo. El passeig, que anava de la porta fins al convent, va ser ornat i ampliat el 1783, per iniciativa del Capità General Galceran de Vilalba. El vial era sovintejat especialment per vianants i carruatges, i tenia bancs de pedra i un sòcol amb sis hídries (fetes col·locar pel Cardenal Despuig); aquestes hídries foren conegudes popularment amb el nom de les Quatre Campanes, que donaren nom al passeig.
A partir de 1902 es començaren a esbucar les murades de la ciutat, i en el seu lloc s'urbanitzaren les Avingudes i la Ciutat Nova. Finalment, el passeig va desaparèixer, convertit en el carrer de Jesús, i quatre de les hídries es traslladaren a la intersecció amb el carrer de Lluís Vives (1932).